# Réflexion abstraite
En psychologie du développement, degré de réflexion atteint par l'enfant vers l'âge de 10 ans, permettant à la personne de développer des concepts, et ainsi de pouvoir accéder aux démarches de l'Homme adulte parvenu à maturité psychologique.

## Du jeune adolescent à l'adulte
Le jeune adolescent (10-13 ans) découvre l'emploi de ses nouvelles facultés mentales (élargissement des perspectives), tandis que l'adolescent mûr (14-17 ans) est capable de l'employer à bon escient pour parvenir à ses fins (atteinte de la maturité psychologique).
Le post-adolescent et le jeune adulte (18-25 ans) l'emploient finalement pour parfaire leur condition.
L'adulte réel (contrairement à l'adolescent) emploie sa réflexion abstraite au service de ses démarches.